# Церква Покрови Пресвятої Богородиці (Мєшковська)
Церква Покрови Пресвятої Богородиці  (рос. Церковь Покрова Пресвятой Богородицы) — колишній православний храм у станиці Мєшковській Верхньодонського району Ростовської області.

## Історія
У фонді Донської духовної консисторії є документи, пов'язані з будівництвом церкви в хуторі Мєшкові. У них обґрунтовується необхідність побудови церкви саме в цьому хуторі, в прихід, якої повинні були увійти ще 13 хуторів станиці Мигулинської: Позняков (розташований за 15 верст від хутора Мєшкова), Павлов (13 верст), Верхняковський (9 верст), Назаров (2 версти), Попов (1 верста), Меловатський (6 верст), Калмиков (7 верст), Скільнов (5 верст), Єжов (7 верст), Колодязний (12 верст), Сетраков (22 версти), Альховський і Вежинський (24 версти).
Покровська церква хутора Мєшкова була побудована в 1857 році, вона була дерев'яною, з дзвіницею, покрита залізом і з кам'яною огорожею. У ній було два престоли — головний в ім'я Покрови Пресвятої Богородиці і придільний в ім'я Миколи Чудотворця. 1 жовтня 1890 року при церкві відкрилася школа грамоти; 15 вересня 1897 року вона була перейменована в церковно-приходську жіночу школу, яка утримувалася на кошти церкви. На початку XX століття ця церква згоріла і на її місці в 1903 році було побудовано дерев'яний молитовний будинок з невеликою дзвіницею. В 1904 році в станиці Мєшковській було побудовано і освячено кам'яний трьохпрестольний Свято-Покровський храм.
До початку колективізації в СРСР, у ньому велися церковні служби для парафіян станиці та прилеглих хуторів. Пізніше храм був розграбований і переобладнаний під склад. Ще в роки Великої Вітчизняної війни в Покровському храмі відбувалися богослужіння, але в 1955 році храм, за розпорядженням місцевої влади, був знесений.
У 1981 році, за бажанням жителів станиці Мєшковської, було прийнято рішення в пам'ять про храм встановити на місці вівтаря Пам'ятний хрест з меморіальною дошкою і зображенням колишнього храму. Хрест був виготовлений у 2001 році і встановлений на місці, де стояв храм. Пам'ятний Хрест було освячено благочинним зі станиці Вєшенської — отцем Володимиром (Поляков), настоятелем Свято-Покровського храму селища Чертковського — отцем Романом (Власенко) і настоятелем Свято-Покровського приходу — отцем Костянтином (Кудінов). В даний час у великі православні свята станичники проводять Хресний хід до Пам'ятного хреста з дотриманням належних обрядів.
У станиці працює Свято-Покровський прихід Вєшенського благочиння, настоятелем якого є протоієрей Володимир Лавлінський.